# Flandria Wschodnia
Flandria Wschodnia (nld. Provincie Oost-Vlaanderen, fr. Province de Flandre-Orientale, niem. Provinz Ostflandern) – prowincja w północno-zachodniej Belgii, w Regionie Flamandzkim, ze stolicą w Gandawie.
Graniczy z Niderlandami oraz prowincjami: Antwerpia, Brabancja Flamandzka, Hainaut i Flandria Zachodnia. Obejmuje powierzchnię 2982 km², a zamieszkuje ją 1 543 865 osób (1 stycznia 2022).

## Podział administracyjny
Prowincja podzielona jest na sześć okręgów (nl. i fr. Arrondissement, niem. Bezirk), w skład których wchodzi 60 gmin (nld. Gemeente, fr. commune, niem. Gemeinde): 
| Lp. | Nazwa okręgu                 | Powierzchnia km² | Ludność (1 stycznia 2022) | Liczba gmin |
| --- | ---------------------------- | ---------------- | ------------------------- | ----------- |
| 1.  | Aalst (Alost)                | 468,92           | 298 564                   | 10          |
| 2.  | Dendermonde (Termonde)       | 342,48           | 204 305                   | 10          |
| 3.  | Eeklo                        | 333,83           | 87 410                    | 6           |
| 4.  | Gandawa (Gent / Gand)        | 943,60           | 568 880                   | 17          |
| 5.  | Oudenaarde (Audenarde)       | 418,81           | 125 944                   | 10          |
| 6.  | Sint-Niklaas (Saint-Nicolas) | 474,60           | 258 762                   | 7           |